# Femen
Femen (ukrainisch Фемен, in Eigenschreibweise FEMEN) ist eine am 11. April 2008 in der ukrainischen Hauptstadt Kiew gegründete Gruppe, die sich als feministisch definiert und durch provokante Aktionen internationale Beachtung gewonnen hat. Gründerin und Leiterin der Gruppe ist Hanna Huzol. Zu den prominentesten Aktivistinnen gehören Inna Schewtschenko, Alexandra Schewtschenko und Oksana Schatschko (1987–2018).
Das Markenzeichen von Femen sind seit 2010 Oben-ohne-Aktionen, bei denen die Aktivistinnen ihre nackten Oberkörper mit Parolen bemalt haben und Blumenkränze im Haar tragen. Für diese Aktionsform wird von Femen auch die Bezeichnung Sextremismus verwendet. Femen bezeichnet sich selbst als neue globale Frauenbewegung.

## Entwicklung und Ziele

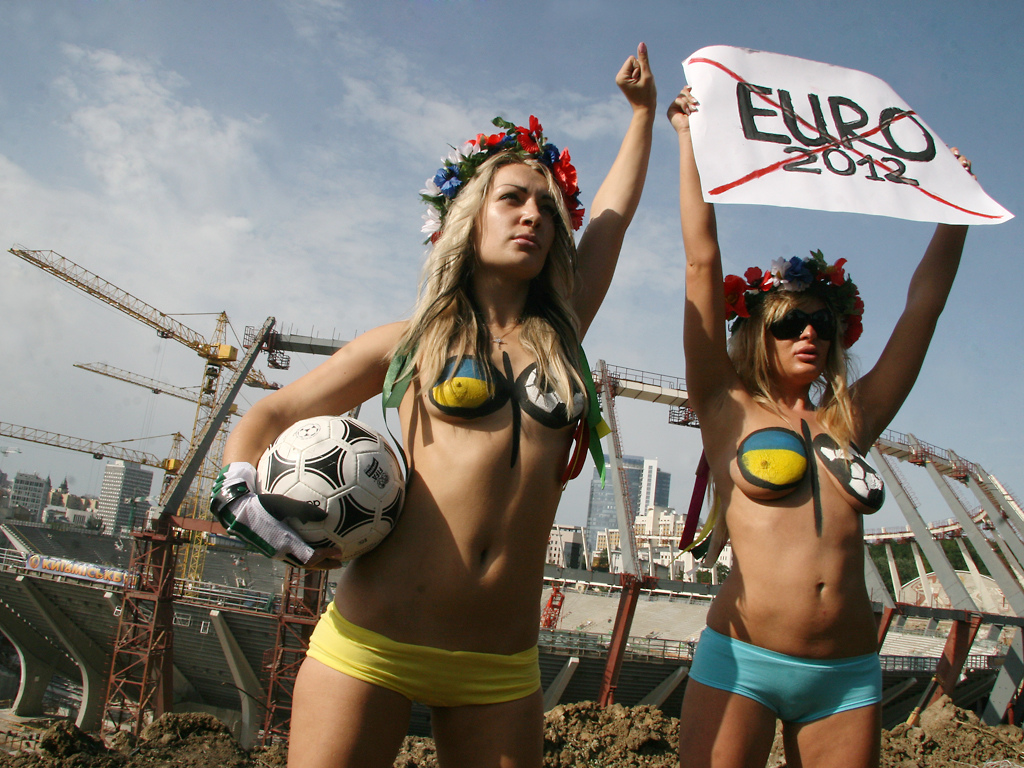
Zwei Aktivistinnen, links Inna Schewtschenko, demonstrieren gegen den mit der Fußball-EM 2012 verbundenen Sextourismus, 2010 in der Ukraine

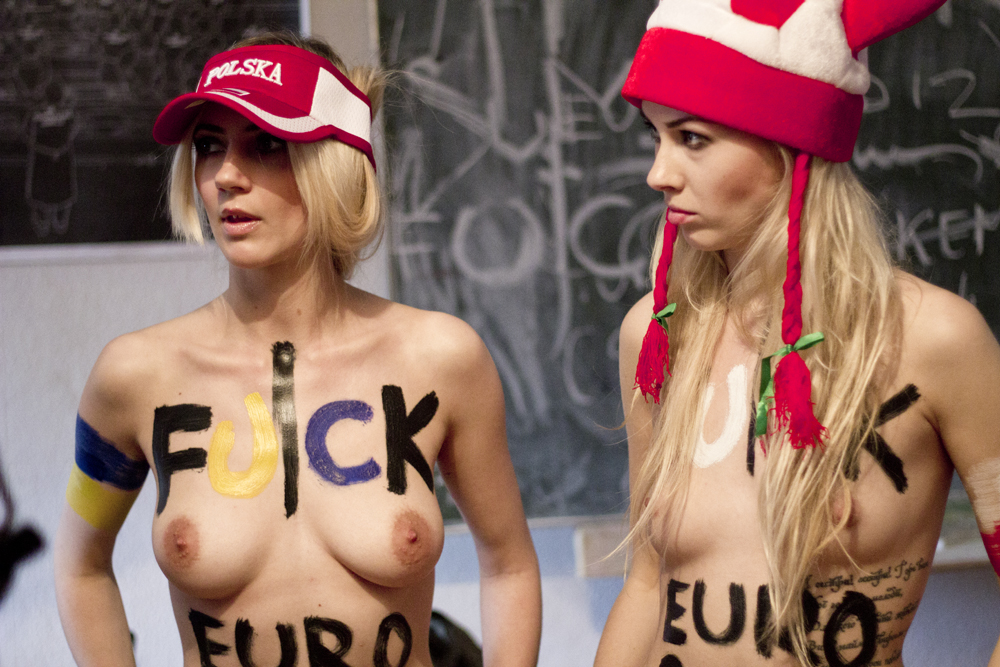
Femen Protest, EURO 2012, 8. Juni 2012

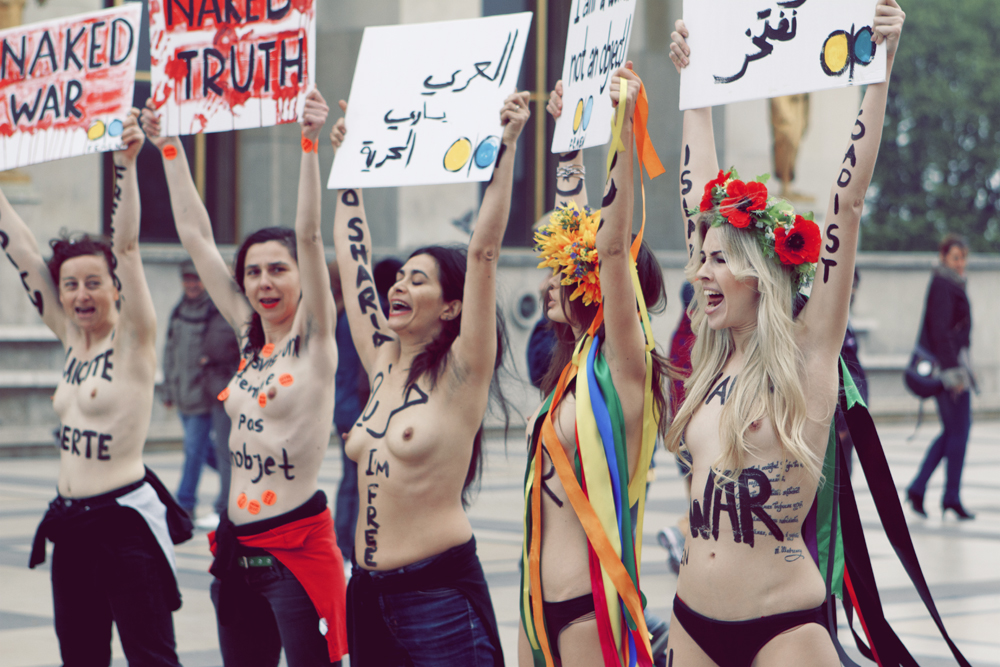
Aktivistinnen, rechts Alexandra Schewtschenko, demonstrieren für Aliaa Magda Elmahdy, am 31. März 2012 in Paris

Die Kombination von nackten Brüsten und politischen Aktionen ist nicht neu. Für die 68er-Generation war das Ausziehen ein Teil des Aufbegehrens gegen das Establishment. Das Busenattentat auf Theodor W. Adorno war als studentisches Happening in einem großen Hörsaal geplant, das den linken Aktivistinnen und Organisatoren im Nachgang jedoch peinlich war. Vor diesem Hintergrund ist 40 Jahre später die Femen-Bewegung einzuordnen, die diese Aktionsform in den letzten Jahren professionalisierte.
Die Organisation tritt für Frauenrechte ein. Die Aktivistinnen von Femen sind vor allem junge Frauen, oft Studentinnen. Nach der Gründung 2008 war Femen zunächst nur in der Ukraine aktiv und wandte sich mit der Parole „Die Ukraine ist kein Bordell“ (Україна — не бордель!) gegen Sextourismus und Zuhälterei. Gleichzeitig wurde die Bestrafung von Männern gefordert, die Dienstleistungen von Prostituierten in Anspruch nehmen. Femen erlangte rasch internationale Beachtung.
Bislang verwehrte das ukrainische Justizministerium der Gruppe die Anerkennung als Organisation, da ihre Ziele als „Aufruf zur Störung der öffentlichen Ordnung“ aufgefasst werden könnten. Nach Aussage von Hanna Huzol will Femen die „größte und einflussreichste feministische Organisation Europas“ werden. Nach den Worten von Inna Schewtschenko ist „der klassische Feminismus eine kranke alte Frau, er funktioniert nicht mehr. Er ist in der Welt der Konferenzen und Bücher steckengeblieben.“
Seit 2011 führt die Organisation auch in anderen Ländern Aktionen durch. 2012 eröffnete Femen in Paris einen auch als „internationales Ausbildungszentrum“ bezeichneten Übungsraum, in dem wöchentliche Trainingseinheiten für Femen-Aktivistinnen abgehalten werden. Seit 2012 existieren auch in Deutschland zwei Gruppen von Femen, in Hamburg und Berlin. Im Juni 2013 wurde der in Siegen registrierte Verein „Femen Germany e. V.“ gegründet. Über den Verein kann die Gruppe u. a. Spenden zur Finanzierung der Vereinstätigkeit akquirieren. 2013 verließen mehrere Femen-Führungsmitglieder die Ukraine und beantragten politisches Asyl in Frankreich. Die Organisation wird seitdem von Paris aus geführt. Im September 2013 wurde die weltweite Mitgliederzahl mit rund 300 angegeben, Femen-Gruppen gibt es bereits in mindestens zehn Ländern. „Wegen unterschiedlicher Sichtweisen zur internen Organisation der internationalen Bewegung“ löste sich im September 2013 die belgische Femen-Gruppe nach nur wenigen Monaten des Bestehens auf.
Im Juli 2013 wurde die Pariser Zentrale der Organisation bei einem Brand teilweise zerstört. Femen besetzte daraufhin im November 2013 ein nicht mehr genutztes Gebäude in Clichy nordwestlich von Paris. Im Juli 2014 ordnete ein Gericht an, dass die Gruppe das Gebäude verlassen müsse.

## Ausgewählte Aktionen

### In der Ukraine
- August 2008: Etwa 50 Aktivistinnen der Gruppe versammelten sich in Kiew auf dem Platz der Unabhängigkeit (Majdan). Unter der Losung „Die Ukraine ist kein Bordell“ protestieren sie gegen Sextourismus.[23]

- 2009: Ähnliche Aktionen wurden in Kiew vor der türkischen Botschaft und auf dem Chreschtschatyk wiederholt.[24]

- Februar 2010: Erster Oben-ohne-Protest der Gruppe im Kiewer Wahllokal des Präsidentschaftskandidaten Wiktor Janukowytsch kurz vor dessen Stimmabgabe.[25][26]

- Februar 2011: Aktion vor der italienischen Botschaft in Kiew gegen das von Silvio Berlusconi vermittelte Frauenbild in Italien.[27]

- Mai 2011: Aktion gegen Kinderhandel und Leihmutterschaft.[28]

- Oktober 2011: Aktion gegen die Organisation der Fußball-Europameisterschaft 2012.[29]

- August 2012: Aus Protest gegen den Gerichtsprozess gegen drei Aktivistinnen von „Pussy Riot“ in Russland zerstörte Inna Schewtschenko mit einer Motorsäge ein oberhalb von Kiew zum Gedenken an die Opfer des Stalinregimes aufgestelltes, vier Meter großes Holzkreuz.[30] Sie verließ anschließend die Ukraine und ging nach Frankreich, wo ihr im Sommer 2013 als erster Femen-Aktivistin politisches Asyl gewährt wurde.[31][32]

- März 2014: Während der Annexion der Krim durch Russland 2014 protestierten zwei Femen-Aktivistinnen gegen den Einmarsch Russlands auf der Krim.[33]

### In Deutschland
- 24. Oktober 2012: Protestaktion in dem IKEA-Einrichtungshaus Hamburg-Moorfleet gegen das Wegretuschieren aller weiblichen Personen in ihrem Katalog für Saudi-Arabien.[34]
- 25. November 2012: Protestaktionen gegen Prostitution und Menschenhandel in Deutschland vor dem Kölner Bordell Pascha.[35]
- Bei der Berlinale 2013 stürmten halbnackte Femen-Aktivistinnen den roten Teppich, um auf das Thema weibliche Genitalverstümmelungen aufmerksam zu machen.
- Am 25. Januar 2013 protestierten zehn Aktivistinnen in der Hamburger Herbertstraße gegen Prostitution, Menschenhandel und die Sexindustrie.[36]
- Februar 2013: Femen beteiligte sich in Berlin an einer Demonstration gegen die rechtsextreme NPD.[37]
- Am 4. April 2013 Protestdemonstration vor der Berliner Ahmadiyya-Moschee im Rahmen des europaweiten Topless Jihad Day,[38] unter anderem gegen die Unterdrückung von Frauenrechten in islamischen Ländern.[39][40]
- Am 8. April 2013 bestürmten fünf Aktivistinnen auf der Hannover Messe in Anwesenheit von Kanzlerin Angela Merkel den russischen Präsidenten Wladimir Putin und trugen dabei Schriftzüge wie „Fuck Putin“ auf den nackten Oberkörpern.[41][42]
- 16. Mai 2013: Die Femen-Aktivistin Klara Martens protestierte vor dem Berlin Geschäft Barbie Dreamhouse während dessen Eröffnung gegen das einseitige Rollenbild des Spielzeuges; auf ihrem Oberkörper stand „LIFE IN PLASTIC IS NOT FANTASTIC“.[43]
- Am 30. Mai 2013 stürmten die Aktivistinnen Hellen Langhorst und Zana Ramadani, deren nackte Oberkörper mit den Schriftzügen „SADISTIC SHOW“ und „HEIDI HORROR PICTURE SHOW“ bemalt waren, die Bühne der SAP Arena in Mannheim, wo das Finale der Sendung Germany’s Next Topmodel stattfand.[44][45][46][47]
- Im Juni 2013 gründete die deutsche FEMEN Gruppe den gemeinnützigen Verein FEMEN Germany e. V.
- Am 27. November 2013 ketteten sich fünf Aktivistinnen vor dem Berliner Großbordell Artemis an, um menschenverachtende Zustände in der Sexindustrie anzuprangern und für die völlige Abschaffung von Prostitution einzutreten. Laut Aussage von Femen werde den Prostituierten im Artemis vorgeschrieben, Oralverkehr ohne Kondom anzubieten.[48] Die Aktivistinnen blockierten etwa 30 Minuten lang den Eingang zum Bordell. Beschriftet waren sie unter anderem mit „Don't cum on human rights“ und „Go rape yourself“.[49]
- Am 11. Dezember 2013 stürmten zwei halbnackte Aktivistinnen und zwei Aktivisten die Bühne der Live-Fernsehsendung Markus Lanz und demonstrierten gegen die menschenunwürdigen Arbeitsbedingungen in Katar im Rahmen der Vorbereitung zur Fußball-WM 2022.[50]
- Am 25. Dezember 2013 sprang Josephine Witt während einer Weihnachtsmesse im Kölner Dom auf den Altar und rief „Ich bin Gott“ und „Ich glaube an die Gleichheit aller Menschen“, bevor sie von Domschweizern beiseite gezogen und zu Boden gebracht wurde. Auf ihrem entblößten Oberkörper war der Slogan „I am God“ aufgemalt.[51] Nach Angaben der Aktivistin richtete sich die Aktion gegen das „Machtmonopol der katholischen Kirche“.[52] Ein Jahr später wurde Witt vor dem Amtsgericht Köln wegen grober Störung der Religionsausübung zu einer Geldstrafe von 1200 Euro verurteilt,[53] in der Berufungsverhandlung vor dem Landgericht Köln zu 600 Euro.[54]
- Am 20. März 2014 stürmten drei barbusige Aktivistinnen eine Diskussionsveranstaltung im Berliner Roten Rathaus im Rahmen einer vom Regierenden Bürgermeister der Stadt eingeladenen und von der „Initiative Berliner Muslime“ (IBMUS) durchgeführten „Islamwoche“. Der Protest richtete sich u. a. gegen die Teilnahme des Hamburger Schura-Vorsitzenden Mustafa Yoldas, der der Millî-Görüş-Bewegung zugerechnet wird, und gegen die Teilnahme weiterer, des Islamismus verdächtigter Organisationen, die im Vorfeld der Veranstaltung kritisiert worden war.[55] Die Frauen riefen Parolen gegen die Scharia und forderten auf ihren Körpern die „Trennung von Staat und Religion“, „Fuck Sharia“ und „Stop Religious Oppression“ (Stop religiöser Unterdrückung).[56]
- Am 3. Juli 2014 störten drei Femen-Aktivistinnen die Eröffnung des Großbordells Paradise in Saarbrücken. Als Evas verkleidet warfen sie mit Äpfeln, um – in Anspielung auf den biblischen Sündenfall – Männer aus dem Paradies zu vertreiben.[57]
- Am 27. Oktober 2014 protestierten drei Aktivistinnen vor der Iranische Botschaft in Berlin. Sie machten damit auf die Hinrichtung einer jungen Iranerin aufmerksam, die in Notwehr ihren Vergewaltiger tötete. Zwei Aktivistinnen wurden von der dritten am Zaun des Botschaftsgeländes „erhängt“. Sie symbolisierten damit die „Scharia Law“ (Henker) und als Erhängte: „Reyhaneh Jabbari“ und die „Humanrights“. Die Bezeichnungen hatten sie mit schwarzer Farbe auf ihre nackten Oberkörper gemalt.[58]
- Am 14. August 2015 schraubten die zwei Aktivistinnen ein Schild mit der Aufschrift „Against Women’s Rights – Amnesty International“ an den Eingang des Amnesty International Hauptsitzes in Berlin an, um dagegen die auf Legalisierung von Prostitution zielende neue Richtung der Menschenrechtsorganisation zu protestieren.[59]
- 19. September 2015: Während der Marsch für das Leben sich zum Abschlussgottesdienst im Lustgarten einfindet, ließen drei Aktivistinnen einen 8 × 12 m Banner vom Balkon des Berliner Doms herab mit der Aufschrift „Thank god I can abort“, zu deutsch: „Gott sei dank kann ich abtreiben“[60]
- Am 16. Oktober 2015 stürmten drei Femen-Angehörige die Showbühne der Erotikmesse Venus Berlin. Zwei von ihnen spritzten mit Wasserpistolen in Form von Penissen in das überwiegend männliche Publikum, während die dritte Aktivistin davon Fotos machte, um den Zuschauern den Spiegel vorzuhalten. Femen kritisierte damit die Objektifizierung der Frauen auf der Messe und in der Pornoindustrie.[61]

### In anderen Ländern
- Oktober 2011: Drei Femen-Aktivistinnen posierten als Hausmädchen verkleidet in Paris vor dem Haus von Dominique Strauss-Kahn, um ihn als Sexisten zu brandmarken.[62]
- Dezember 2011: Femen schloss sich in Moskau den Protesten nach den russischen Parlamentswahlen an.[63]
- Dezember 2011: Protest in der belarussischen Hauptstadt Minsk gegen Präsident Aljaksandr Lukaschenka.

Drei Femen-Mitglieder wurden nach eigenen Angaben von KGB-Geheimdienstleuten entführt, mit Verbrennung bedroht, geschoren und am Ende nackt und mit Öl übergossen in einem Wald ausgesetzt. Der Suizid von Oksana Schatschko im Jahr 2018 wird mit diesem Ereignis in Verbindung gebracht.
- Januar 2012: Aktion in Davos gegen das Weltwirtschaftsforum.[66]
- Internationalen Frauentag 2012: Protest in Istanbul gegen häusliche Gewalt in der Türkei.[67]
- Sommer 2012: Protest gegen die Teilnahme „frauenunterdrückender islamischer Staaten“ an den Olympischen Spielen in London.[68]
- Dezember 2012: Protest zusammen mit Aliaa Magda Elmahdy vor der ägyptischen Botschaft in Stockholm[69]
- Am 29. Mai 2013 demonstrierten drei Femen-Mitglieder aus Frankreich und Deutschland mit beschrifteten nackten Oberkörpern vor einem Gericht in der tunesischen Hauptstadt Tunis gegen die Inhaftierung der tunesischen Femen-Aktivistin Amina Sbouï.[70] Die drei Aktivistinnen wurden festgenommen und zwei Wochen später zu vier Monaten Haft verurteilt.[71][72] Am 26. Juni 2013 wurden die verhängten Haftstrafen im Berufungsverfahren zur Bewährung ausgesetzt, und die drei Aktivistinnen konnten am Tag darauf Tunesien verlassen.[73][74]
- Dezember 2013: Fünf von Inna Schewtschenko angeführte Aktivistinnen urinierten vor der ukrainischen Botschaft in Paris auf Porträtfotos von Staatspräsident Wiktor Janukowytsch, den sie als mit dem russischen Präsidenten Putin verbündeten Diktator bezeichneten.[75]
- Mai 2015: Drei Femen-Aktivistinnen störten am Opernplatz in Paris eine Kundgebung des Front National. Dessen Parteichefin Marine Le Pen musste ihre Rede unterbrechen.[76]
- September 2015: Zwei Femen Aktivistinnen störten eine Islam-Konferenz in Pontoise, auf der die „muslimische Frau“ geehrt werden sollte.[77]

### Bilder

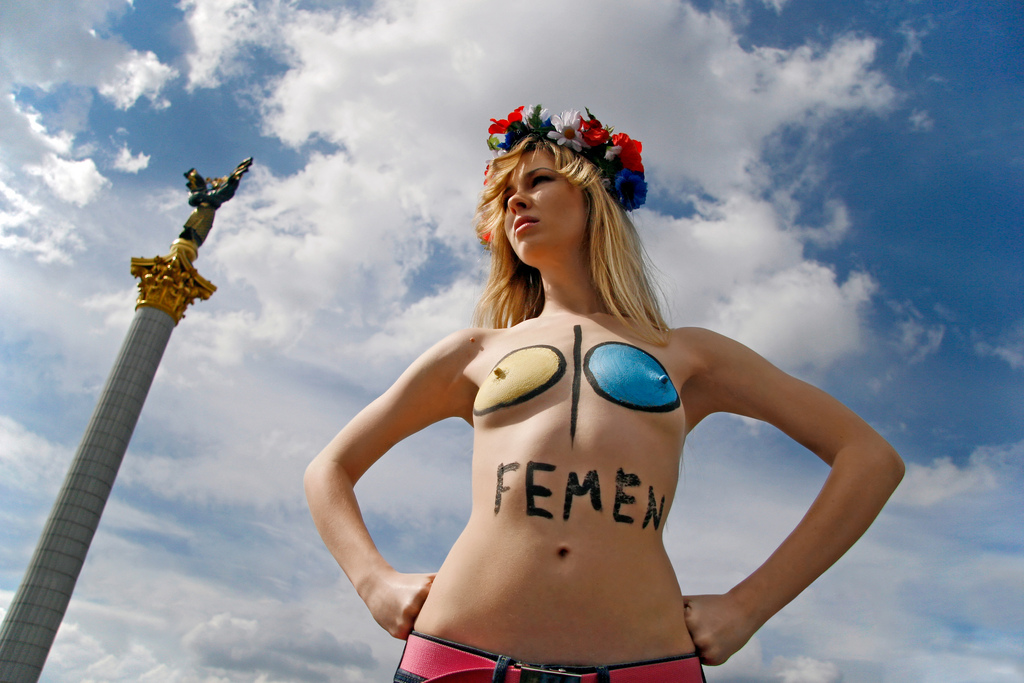
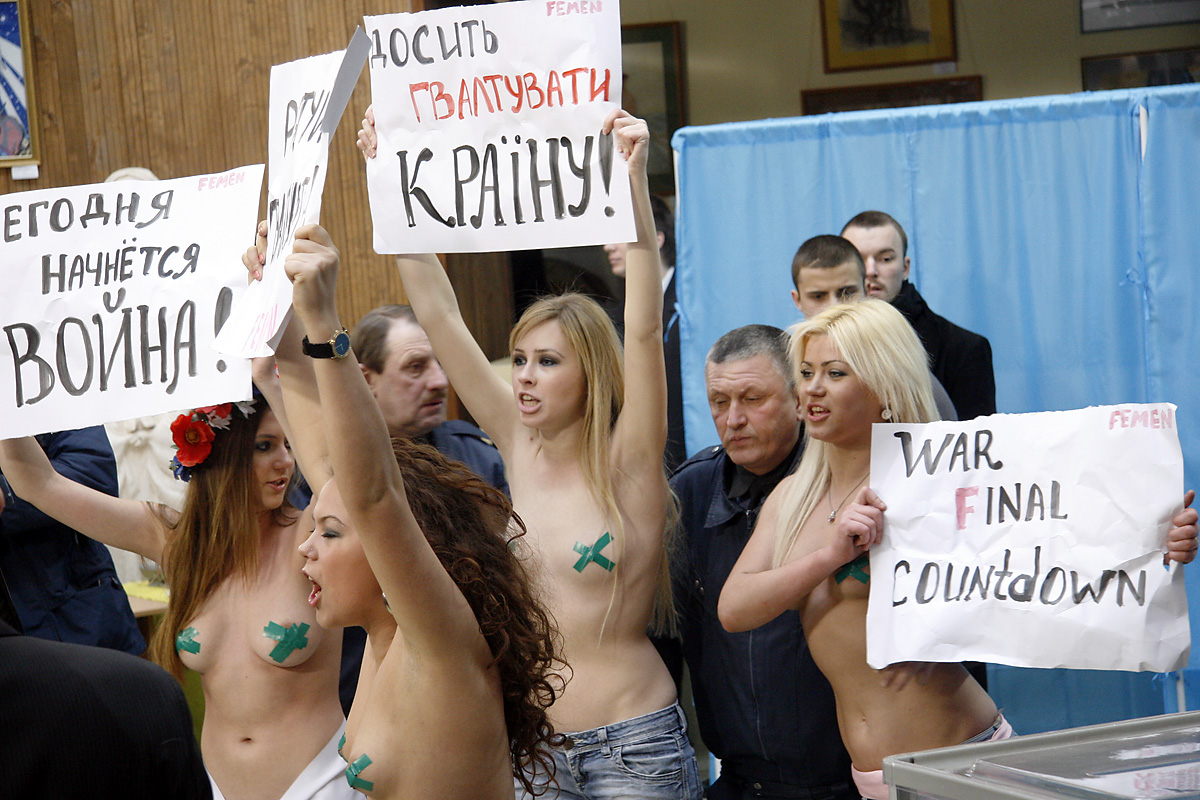
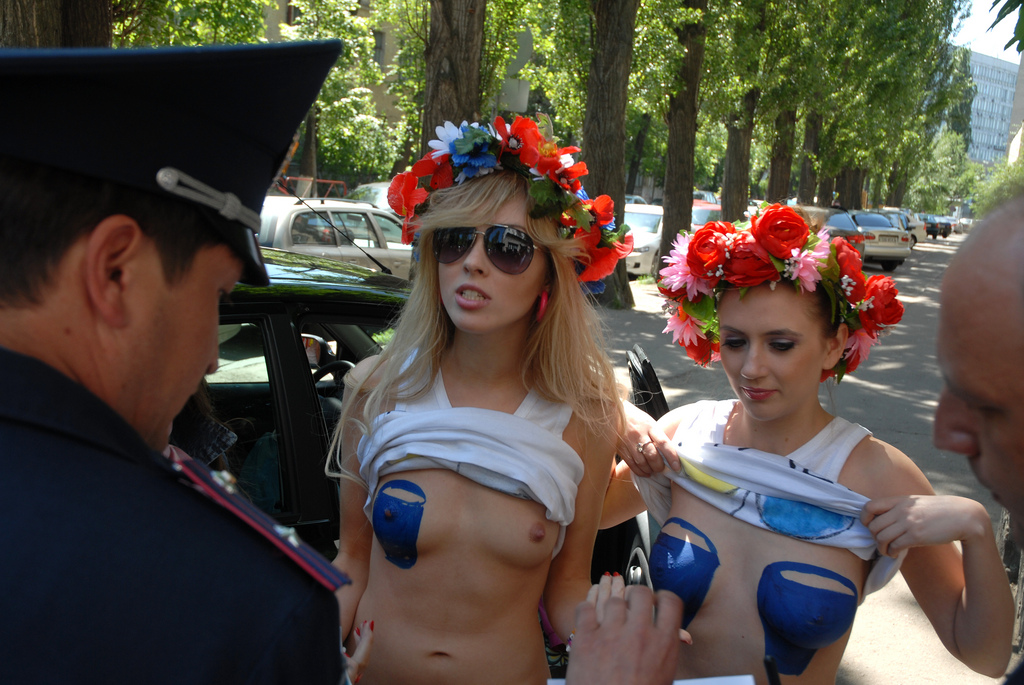
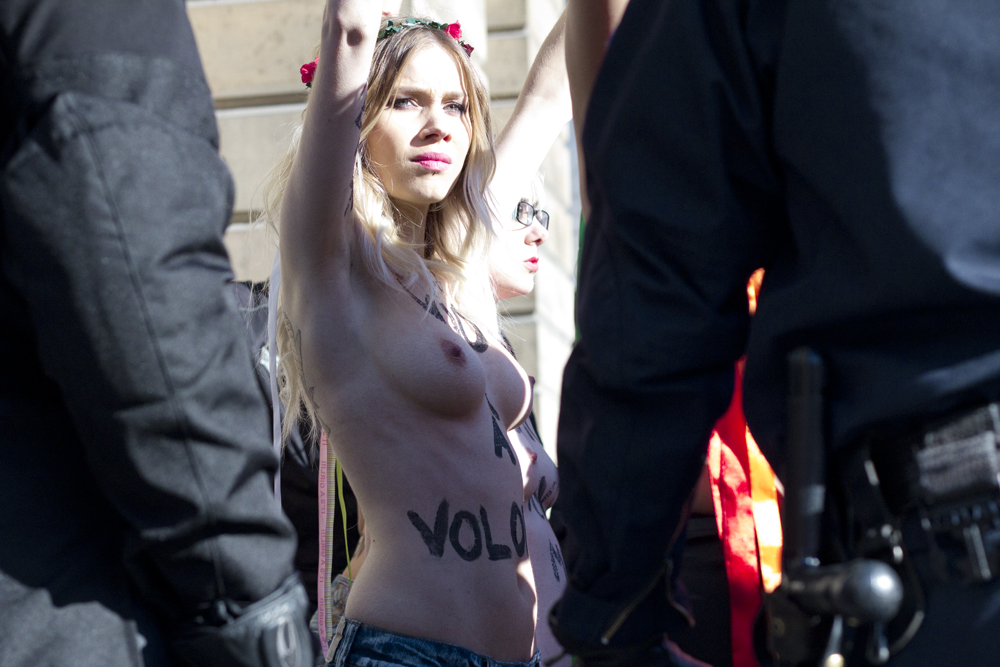
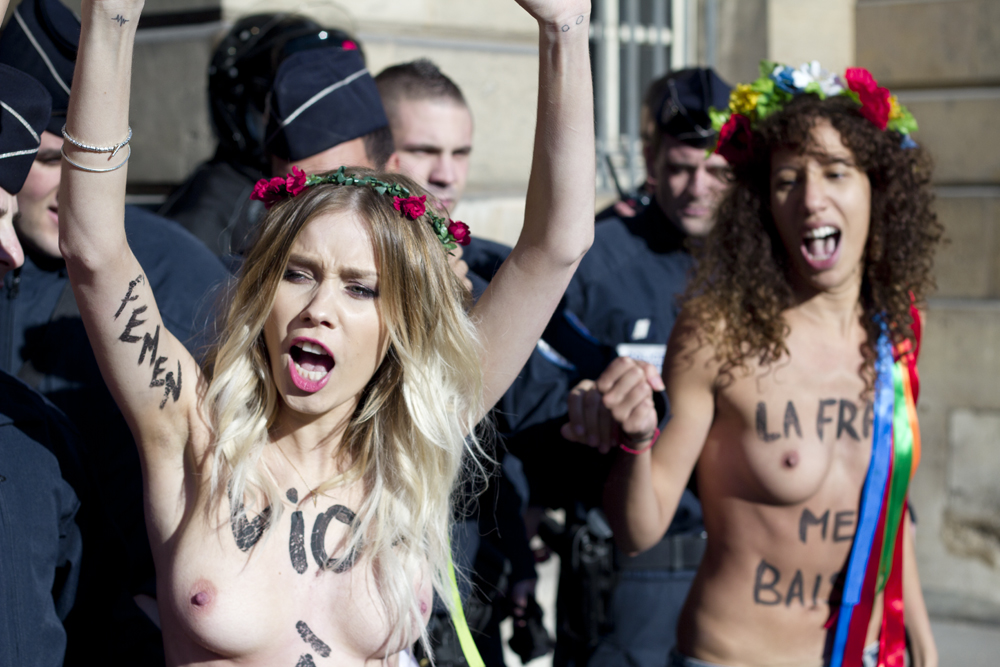
Frankreich fickt mich (La France me baise)
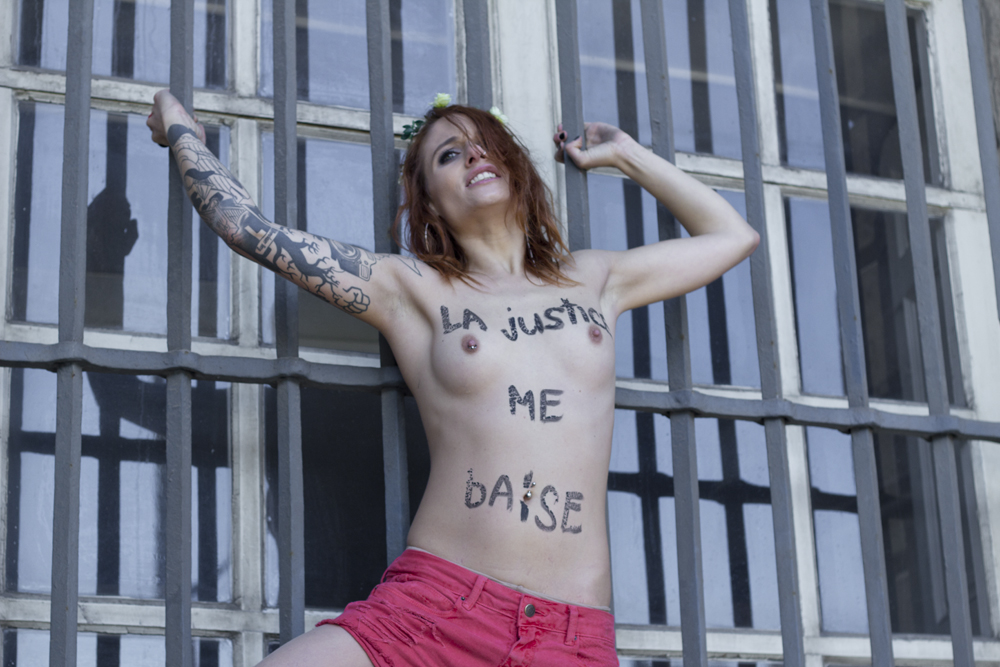
Die Justiz fickt mich (La justice me baise)
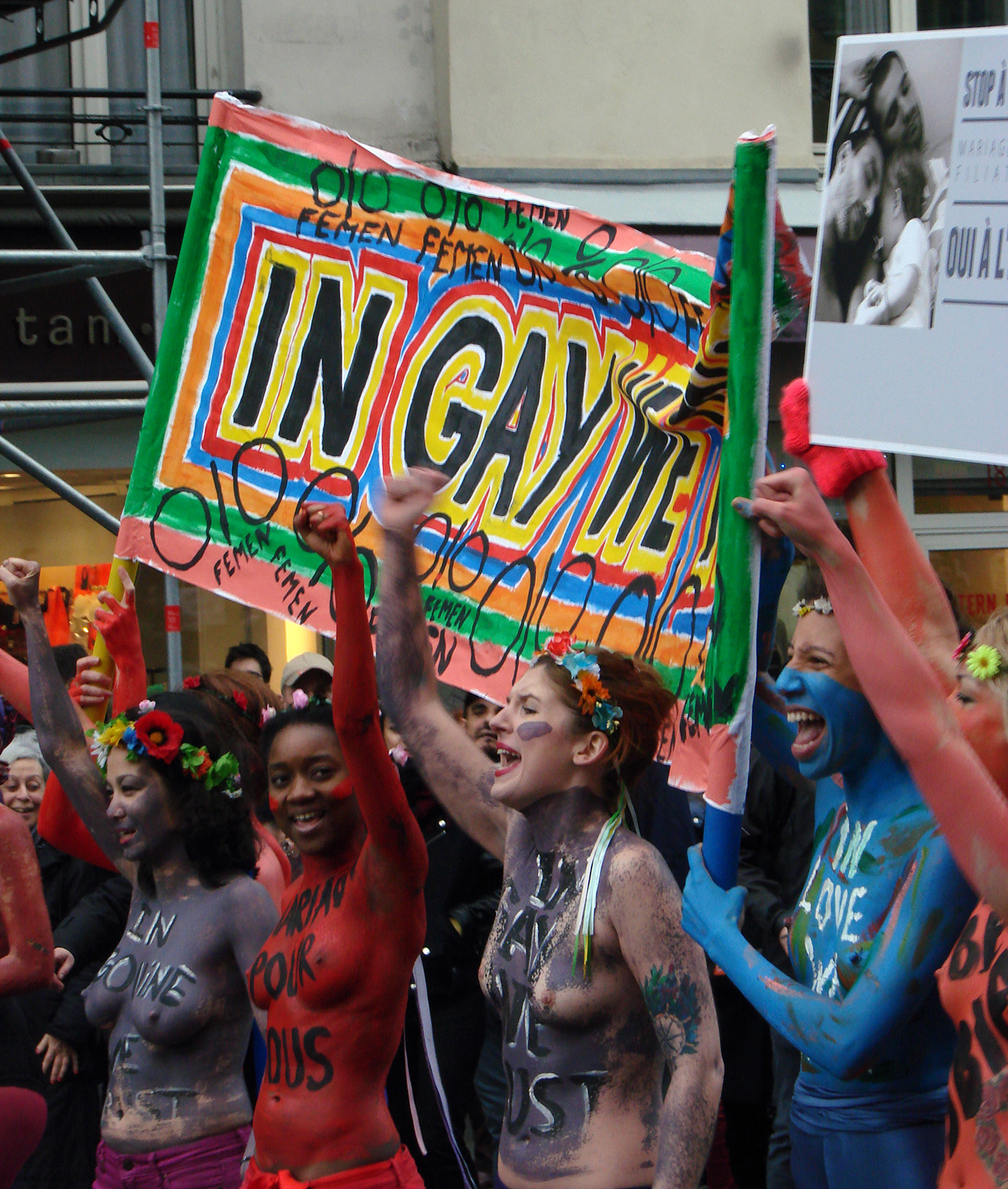
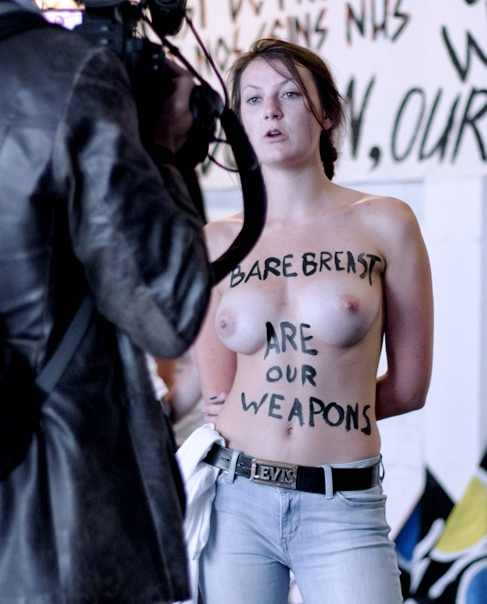
Nackte Brüste sind unsere Waffen (Bare breasts are our weapons)

## Staatliches Vorgehen gegen Femen in der Ukraine
Die ukrainische Polizei fand am 27. August 2013 bei einer Razzia im Femen-Büro in Kiew nach eigenen Angaben eine Pistole und eine Handgranate und leitete Ermittlungen wegen illegalen Waffenbesitzes ein. Femen warf den ukrainischen Behörden vor, die Waffen dort vorher deponiert zu haben, um einen Vorwand für die Strafuntersuchung zu haben und sich auf diese Art an der Organisation rächen zu können. Am 31. August 2013 erklärten Hanna Huzol, Alexandra Schewtschenko und zwei weitere Aktivistinnen der Gruppe in diesem Zusammenhang, sie seien „aus Angst um ihr Leben und ihre Freiheit“ aus der Ukraine geflohen. Sie würden ihre Aktivitäten nun von Paris aus fortsetzen. Bereits im Juli 2013 hatte die Organisation mehrere gewaltsame Übergriffe auf ihre Aktivistinnen beklagt. Laut der Süddeutschen Zeitung wurden drei Aktivistinnen, darunter Anna Huzol, und ein Fotograf während eines Besuchs des russischen Präsidenten Wladimir Putin in der Ukraine festgenommen. Femen warf den Sicherheitskräften vor, die Aktivistinnen geschlagen zu haben.

## Femen Germany e. V.
FEMEN Germany e. V. ist der deutsche Verein dieser internationalen Frauenprotestbewegung. Der deutsche Ableger der Bewegung wurde im September 2012 von Irina Khanova, Zana Ramadani, Hellen Langhorst und Klara Martens gegründet.

## Rezeption
In der Gründungsphase von Femen war die Rezeption der Organisation in den westlichen Medien fast einhellig positiv. So wurde z. B. herausgestellt, die Organisation kämpfe „gegen den Verfall ihres Landes und für die Rechte der Frauen“.
Seitdem die Organisation regelmäßig auch außerhalb der Ukraine spektakuläre Aktionen durchführt, wurden zunehmend kritische Stimmen laut. Femen wurde unter anderem wiederholt vorgehalten, dass ihre Aktionen vor allem auf Medienwirksamkeit ausgerichtet seien, eine vertiefte inhaltliche Arbeit leiste die Gruppe nicht. Auch seien die Struktur und die Finanzierung der Organisation nicht transparent.
Seit 2012, dem Gründungsjahr des Frankreich-Ablegers als späterem Sitz des internationalen Hauptquartiers, hat Femen in den dortigen Medien große Aufmerksamkeit erzielt: In der Publikumswahl der „Frauen des Jahres“ des Magazins Elle kam die Gruppe auf Platz 20 – dagegen 2013 nicht unter die ersten 50. Die Frauenbeilage der Tageszeitung Le Figaro stufte Inna Schewtschenko (direkt nach Angela Merkel) auf Platz 13 der 20 wichtigsten Frauen des Jahres 2012 ein (2013: Femen auf Platz 17).
Die spanische Tageszeitung El País führte Lara Alcázar, die Gründerin und Anführerin der Femen-Gruppe in Spanien, Ende 2013 in der Liste der „100 wichtigsten iberoamerikanischen Hauptpersonen des Jahres“. Ihre seit einem Jahr bestehende Gruppe hatte vor allem mit Protesten gegen eine Verschärfung des spanischen Abtreibungsgesetzes Aufmerksamkeit erzielt.

### Feministische Rezeption der Gruppe
Die feministische Rezeption der Gruppe ist uneinheitlich. Bereits in der Gründungsphase wurde der Gruppe in der Ukraine von „akademischen“ Feministinnen ihre „sexistische Stilistik“ vorgehalten. Femen sei ein „Opfer des Patriarchats“ und könne keine eigenen Ziele festlegen. Seit der internationalen Ausweitung ihrer Aktionen hat die Gruppe bei Feministinnen in westeuropäischen Ländern Kontroversen ausgelöst. Nach Meinung von Alice Schwarzer liegt Femen mit ihren Methoden und Zielen „im Kern des Feminismus“, die Gruppe kämpfe „auf subversive Art und Weise für zentrale feministische Anliegen“. Die Publizistin Hannah Wettig konstatierte hingegen bei Femen eine „sektenhafte, autoritäre Struktur“. Die Gruppe führe keine Diskurse, sondern stelle „immer gleiche Forderungen bar jeden Kontextes auf“. Kritisiert wurde eine Femen-Aktion in der Hamburger Herbertstraße, bei der die Aktivistinnen ein Transparent mit der Parole „Arbeit macht frei“ am Eingang anbrachten und Slogans wie „Sex-Sklaverei ist Faschismus“ und „Prostitution ist Genozid“ verbreiteten. Die Gruppe e*vibes aus Dresden bezeichnete in einem offenen Brief an Femen die Gleichsetzung von Prostitution mit dem Holocaust als „in keiner Weise tragbar“. Die Schweizer Publizistin Mona Chollet warf Femen in Le Monde diplomatique eine „Mischung aus intellektueller Faulheit und Arroganz“ vor und fasste ihre Haltung als „Pseudo-Feminismus“ zusammen, der weder feministische Substanz enthalte noch über den Feminismus informiert sei.
Sabine Hark sieht Femen „als junge feministische Aktivistinnen, die weltweit in die Brüche der Zeit intervenieren [...] und sich bewusst nicht-zeitgemäß verhalten. Der bei den Slut Walks und bei OneBillionRising von Femen und Pussy Riot vor allem angeschlagene Ton ist ein entschiedenes ›Nein‹ zu Sexismen jeglicher Art.“ Darin manifestiere sich eine kritische Haltung zur Welt, die unverkennbar Affinitäten mit Protestformen des Feminismus der 1970er Jahre aufweise.
Die ukrainischen Wissenschaftlerinnen Maria Mayerchyk und Olga Plakhotnik analysierten den Diskurs über Femen in der Ukraine: „Mit parodistischen (manchmal sehr selbstironischen) Mitteln machen die Femen-Aktivistinnen ihre Körper komisch und ungeeignet für verehrte traditionelle Frauenrollen, denn ihre öffentliche Entkleidung des Busens ironisiert alle „Busen“-Interpretationen der Weiblichkeit (vom Stillen der Babys bis hin zu erotischen Implikationen). Aus dieser Perspektive wird Femen als ein lokales postsowjetisches und postkoloniales Projekt gesehen. Die Aktivistinnen haben versucht, den Frauenkörper zu dekolonialisieren, der von der Gewinnlogik (im neoliberalen Diskurs) oder Reproduktion (in der neorechten Bewegung) usurpiert ist. [...] das alles provoziert eine ganze Welle von Skandal, Kreativität und Paradox, womit bestehende Theorien und übliche soziale Praktiken ständig zur Transgression gebracht werden.“

### Kritik von Muslimas
Die von Femen Anfang April 2013 durchgeführten Aktionen gegen die „Unterdrückung der Frauenrechte in islamischen Ländern“ führten zu kritischen Reaktionen von Musliminnen. Unter anderem wurde Femen vorgehalten, zu pauschal von einer Unterdrückung der Frauen im Islam zu sprechen und Muslimas als hilflose Gruppe darzustellen, die es von außen zu emanzipieren gelte. Als Reaktion auf den von Femen initiierten Topless Jihad Day wurde die Online-Kampagne Muslimah Pride Day gestartet. Die tunesische Frauenrechtsbewegung kritisierte die Aktion in Tunis vom 29. Mai 2013 als kontraproduktiv. Die Feministin und Oppositionsführerin Maya Jribi appellierte: „Femen, bitte lasst uns in Ruhe, ihr riskiert, alles kaputt zu machen, wofür wir gekämpft haben!“ Die nigerianisch-britische Publizistin Bim Adewunmi kritisierte, die Femen-Aktivistinnen betrachteten die Menschen im Nahen Osten und in Afrika offenbar als „unglückliche und hilflose Kinder,“ Femens unmittelbare Übertragung eigener kulturell geformter Sichtweisen und Methoden auf völlig andere kulturelle Kontexte und Bedürfnisse sei „widersprüchlich“ und „imperialistisch“.

### Kontroverse um Rolle von Wiktor Swjatskyj
Im März 2012 hatte die ukrainische Journalistin Jaroslawa Koba, die zwei Monate lang der Gruppe angehörte, erstmals behauptet, dass ein Mann, nämlich der Ukrainer Wiktor Swjatskyj (andere Schreibweise u. a. „Viktor Swjazkij“) der PR-Manager von Femen sei. Im März 2013 schrieb die Schweizer Journalistin Martine Brocard in einem Artikel für die Sonntagszeitung, Femen werde von Swjatskyj „gesteuert“. In der Regel seien es seine Ideen, welche die Gruppe umsetze, wobei seine Rolle von Femen systematisch verleugnet werde. Bei den Filmfestspielen von Venedig 2013 stellte die Australierin Kitty Green in Anwesenheit der führenden Femen-Repräsentantinnen ihren Dokumentarfilm „Ukraine Is Not a Brothel“ (Die Ukraine ist kein Bordell) über Femen vor, für den sie die Aktivistinnen 14 Monate lang in Kiew und auf Reisen begleitet hatte. Die in dem Film erneut aufgestellte und durch Interviewaussagen bekräftigte Darstellung, Swjatskyj sei treibende Kraft bei der Gründung der Gruppe gewesen und habe die Femen-Frauen in der Folge in autoritärem Stil geführt und kontrolliert, sorgte aufgrund des Widerspruchs zur erklärten feministischen Ideologie der Gruppe für eine umfangreiche Medienrezeption. Der Einfluss von Swjatskyj auf die Gruppe war bis dahin von den Femen-Aktivistinnen in ihren zahlreichen Äußerungen zur Organisation weitgehend verschwiegen worden – er galt lediglich als ein „politischer Berater“ – auch die Femen-Aktivistinnen in den Ablegern in Frankreich und Deutschland waren über Swjatskyjs Rolle vor der Premiere des Films nicht informiert. Alexandra und Inna Schewtschenko bestätigten die zeitweise Rolle Swjatskyjs als eines „Patriarchen“. Die Gruppe habe von ihm während der ersten Jahre ihres Bestehens profitiert. Die Zusammenarbeit mit Swjatskyj sei bereits im Juni 2012 beendet worden. Die Femen-Aktivistinnen hätten sich erfolgreich von ihm „befreit“ und ihre Äußerungen im Dokumentarfilm seien als eine „Beichte“ zu verstehen. Hanna Huzol sagte, Swjatskyj habe die Gruppe auf ihre Bitte hin verlassen und sich entschuldigt. Er sei noch ein Freund, kontrolliere die Gruppe aber nicht mehr. In einem späteren Interview widersprach Swjatskyj der Darstellung seiner Person als „Tyrann der Frauengruppe“ und gab an, es habe sich dabei um eine Inszenierung auf Vorschlag der Regisseurin gehandelt, „um den Film spannend zu machen“. Er sei jedoch nicht mehr Teil des „Gemeinschaftsprojekts“ Femen: „Femen hat ein kleines Patriarchat schon abgeschüttelt, nämlich mich. Jetzt kämpfen die Frauen weiter gegen das große Patriarchat.“

### Bewegung „Les Antigones“ in Frankreich
Anfang 2013 bildete sich in Frankreich eine von Femen inspirierte, aber deren Methoden und Ziele ablehnende Gruppe junger konservativer Frauen, die seit Mai 2013 unter dem Namen „Les Antigones“ öffentlich in Erscheinung tritt und dem Mouvement Identitaire der französischen Neuen Rechten sowie der katholischen Kirche nahesteht. Zwischen April und Mai nahm ein Antigones-Mitglied verdeckt an sechs wöchentlichen Femen-Trainingssitzungen teil, um die Gruppe von innen kennenzulernen. Im Mai 2013 versammelten sich in Paris mehrere Dutzend Antigones-Aktivistinnen zu einer gegen Femen gerichteten Protestdemonstration, bei der sie der Gruppe „totalitäre und manipulative Methoden“ vorwarfen und die Ausweisung der ukrainischen Führungsfiguren in ihr Heimatland verlangten. Femen bezeichneten die Teilnehmer des auf das Femen-Hauptquartier gerichteten Demonstrationszugs über Twitter als „kleine Neonazis“ („petits nazillons“). Die im Internet verbreitete Protest-Videobotschaft der Antigones an Femen, in der sie sich in Abgrenzung zum aggressiv-provozierenden Erscheinungsbild der Femen-Aktivistinnen einheitlich in „feminine“, unschuldig-weiße Kleider hüllten, wurde von den französischen, später auch von internationalen Medien aufgegriffen und die Gruppe als „Anti-Femen“ bezeichnet. Im März 2013 hatte bereits ein Dutzend Anhängerinnen der rechtsextremen Splitterpartei Renouveau français (RF) das Femen-Hauptquartier betreten und sich dort beim Abhalten einer Protestaktion gefilmt, die sie unter anderem als Antwort auf das Eindringen der Femen-Aktivistinnen in katholische Räume verstanden wissen wollten.

## Dokumentarfilme
- Kitty Green: Ukraine Is Not a Brothel: The Femen Story. (Australien/Ukraine 2013), 67 Minuten[133]
- Caroline Fourest und Nadia El Fani: Nos seins, nos armes! (Frankreich 2013), 68 Minuten[134]
- Joseph Paris: Naked War (Frankreich 2014), 58 Minuten[135]
- Alain Margot: Femen – Mit Leib und Seele (Schweiz 2014, Originaltitel: Je suis Femen), 95 Minuten[136]